# Euploea masina
Euploea masina är en fjärilsart som beskrevs av Hans Fruhstorfer 1897. Euploea masina ingår i släktet Euploea och familjen praktfjärilar. Inga underarter finns listade i Catalogue of Life.